# Alfred de Falloux
Frédéric Alfred Pierre de Falloux du Coudray (ur. 8 maja 1811 w Angers, zm. 6 stycznia 1886 tamże) – francuski polityk legitymista, historyk, brat kardynała Frédérica de Falloux du Coudray.
Urodził się w rodzinie szlacheckiej. W młodości pracował jako dziennikarz, od początku reprezentując idee legitymistyczne. W 1846 został deputowanym z departamentu Maine i Loara. Po rewolucji 1848 uzyskał reelekcję do Zgromadzenia Narodowego. Był zdecydowanym przeciwnikiem powstania Warsztatów Narodowych i przyczynił się do ich zamknięcia. Opowiadał się za zdecydowanymi represjami wobec uczestników dni czerwcowych. W 1849 ponownie wybrany do Zgromadzenia Narodowego. Początkowo popierał Ludwika Napoleona Bonaparte w czasie sprawowania przez niego urzędu prezydenta II Republiki, pełnił funkcję ministra oświecenia publicznego i kultów między grudniem 1848 a październikiem 1849. Mimo utraty teki ministerialnej zdołał 15 marca 1850 doprowadzić do przegłosowania w Zgromadzeniu ustawy regulującej organizację szkół podstawowych i średnich znanej jako prawo Falloux. Dopuszczała ona księży i zakonnice do pracy w charakterze nauczycieli w szkołach podstawowych i średnich nawet w sytuacji braku stosownych kwalifikacji.
W 1856 wybrany członkiem Akademii Francuskiej. Nie poparł zamachu stanu Ludwika Bonapartego w 1851 i spędził okres II Cesarstwa Francuskiego w Andegawenii. Pracował w gazecie Correspondant, na którego łamach bronił idei monarchii konstytucyjnej i liberalnego katolicyzmu. Po upadku Cesarstwa bezskutecznie angażował się w próby budowy współpracy między legitymistami i orleanistami. Mimo swojego wyraźnie podkreślanego przywiązania do religii pozostawał postacią kontrowersyjną w środowisku francuskich działaczy katolickich, ze względu na uznawaną przez Falloux konieczność rezygnacji z postulatów powrotu do ustroju politycznego sprzed rewolucji lipcowej z 1830.
W swoich pracach historycznych skupiał się na historii katolicyzmu we Francji. Jest również autorem biografii Ludwika XVI i Félixa Dupanloup.